# Ludwig Eberle
Ludwig Eberle (ur. 14 sierpnia 1883 w Grönebach, zm. 31 października 1956 tamże) – niemiecki grafik, malarz i rzeźbiarz.

## Życie
Ludwig Eberle był synem kamieniarza z górnoszwabskiego Grönenbach i w latach 1896-1899 pobierał nauki w zawodzie ojca. Pomiędzy 1900-1906 studiował on w Królewskiej Szkole Rzemiosła Artystycznego w Monachium (niem. Königliche Kunstgewerbeschule München) pod okiem Heinricha Waderé oraz Antona Pruska. W latach 1906–1914 pobierał on nauki u profesorów Erwina Kurza, Adolfa von Hilderbranda i Hermana Hahn na Akademii Sztuk Pięknych (niem. Akademie der Bildenden Künste München). W czasie pierwszej wojny światowej zgłosił się dobrowolnie do służby wojskowej. Jego popiersia i freski cechują się przede wszystkim surowością oraz prostotą wykonania, jak i historyzującym stylem.
Miejscowość Bad Grönenbach nadała mu tytuł honorowego obywatela miasta.

## Dzieła
Dzieła Ludwiga Eberle zachowały się przede wszystkim w Bawarii i Szwabii.
W rodzinnym Bad Grönenbach znajduje się fresk z podobizną cesarza Fryderyka III, który nadał miastu prawo do organizacji targu. Dzieło znajduje się w miejscowym ratuszu.
Dla miasta Kempten wykonał on tzw. Stier Roman przy Allgäuhalle jako pomnik upamiętniający miejscowy chów zwierząt. Znajduje się tutaj także popiersie króla Ludwika II Bawarskiego (niem. König-Ludwig-Denkmal). W miejscowej Keckapelle odnowił on późnośredniowieczne freski chóru. Jego prace znajdują się również w domu dziecka w Miltenbergu i kościele Świętego Andrzeja w Roßhaupten. Eberle jest także autorem pomników upamiętniających poległych w czasie pierwszej wojny światowej. Znajdują się one w Attenhausen (1922), Böhen (1924), Bad Grönenbach (1924) oraz Ottobeuren.